# Phillip J. Bartell
Phillip J. Bartell, znany również jako Philip Bartel – amerykański reżyser, scenarzysta, montażysta, producent oraz aktor filmowy. Zdobywca nagród publiczności na Seattle Lesbian & Gay Film Festival, San Francisco International Lesbian & Gay Film Festival i Palm Springs International Short Film Festival oraz nagrody aGLIFF Award podczas Austin Gay & Lesbian International Film Festival i nagrody jurorów na Atlanta Film Festival. Współpracował m.in. z Gusem Van Santem oraz Spikiem Jonzem.